# Stenus melanarius
Stenus melanarius es una especie de escarabajo del género Stenus, familia Staphylinidae. Fue descrita científicamente por Stephens en 1833.
Habita en Japón, Suecia, Reino Unido, Noruega, Finlandia, Países Bajos, Estonia, Alemania, Checa, Rusia, Austria, China, Francia, Italia, Dinamarca, Luxemburgo, Mongolia, Estados Unidos, Canadá, Polonia, Groenlandia, Sri Lanka y Filipinas.